# Tulipa heweri
Tulipa heweri là một loài thực vật có hoa trong họ Liliaceae. Loài này được Raamsd. miêu tả khoa học đầu tiên năm 1998.